# Liste der Ubisoft-Entwicklerstudios
Ubisoft ist ein französischer Publisher für Computerspiele mit Sitz in Montreuil. Gegründet wurde das Unternehmen 1986 von den Guillemot-Brüdern. Seit seiner Gründung ist Ubisoft zu einem der größten Publisher in der Branche aufgestiegen und unterhält mit über 14.000 Angestellten in über 40 Standorten die meisten internen Entwicklungskapazitäten.
Ubisofts Standorte setzen sich sowohl aus selbst gegründeten Entwicklerstudios wie Ubisoft Montreal oder Ubisoft Montpellier, als auch erworbenen Studios wie Massive Entertainment oder Blue Byte zusammen. Häufig arbeiten diese Studios gemeinsam an größeren Ubisoft-Projekten, so zum Beispiel bei Assassin’s Creed Unity im Jahre 2014, an dem zehn Studios mitgearbeitet haben.

## Nordamerika

### Ubisoft Montreal

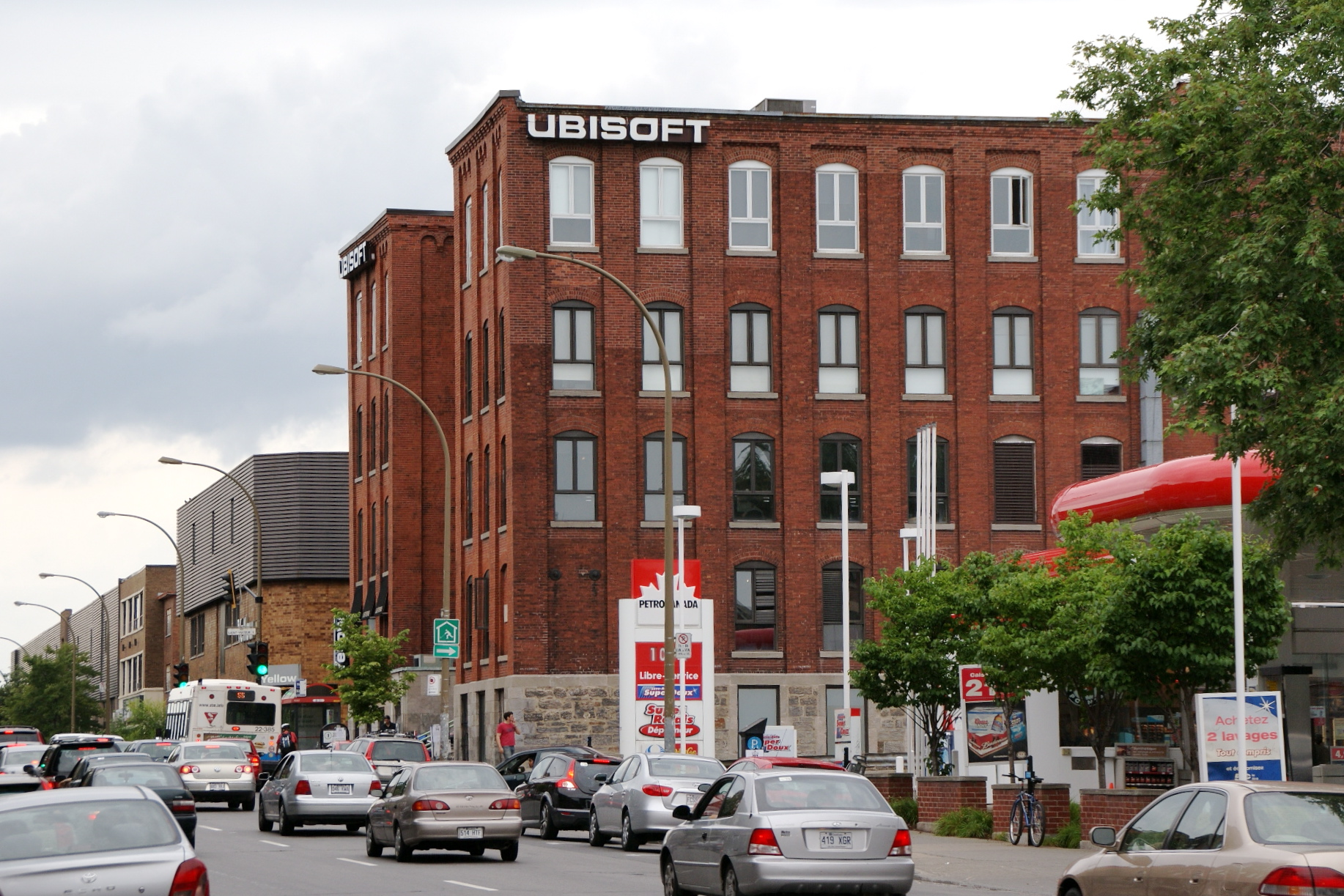
Gebäude von Ubisoft Montreal

Ubisoft Montreal ist mit über 3.200 Angestellten Ubisofts größtes internes Entwicklerstudio und gleichzeitig das größte Entwicklerstudio weltweit. 1997 in Montreal, Québec, gegründet, startete das Studio zunächst mit nur 50 Angestellten. 25 Angestellte kamen vom Ubisoft-Hauptquartier in Frankreich, der Rest waren neu eingestellte Entwickler. Yannis Mallat ist der Geschäftsführer des Studios. Ursprünglich fokussierte sich das Studio auf lizenzierte familienfreundliche Computerspiele, bis dem Team mit Titeln zu zwei konzerneigenen Marken, Prince of Persia: The Sands of Time und Tom Clancy’s Splinter Cell, größere Verkaufserfolge gelangen.
Nach diesem Erfolg verlegte das Studio seinen Fokus auf die Entwicklung von AAA-Titeln. Die Firma entwickelte Far Cry 2 sowie dessen Nachfolger Far Cry 3, wurde seit dem Serienteil Vegas in die Tom-Clancy’s-Rainbow-Six-Reihe involviert und wurde zum leitenden Entwicklerstudio hinter Ubisofts erfolgreichsten Franchise, Assassin’s Creed, seit dessen Erfindung. Außerdem erschuf das Studio neue Marken, wie etwa die Watch-Dogs-Reihe oder For Honor.

### Red Storm Entertainment
Red Storm Entertainment wurde von dem Romanautor Tom Clancy, Geschäftsführer Steve Reid und 17 Angestellten in Cary, North Carolina, im Jahr 1996 gegründet. Die Firma veröffentlichte ihren ersten Taktik-Shooter Tom Clancy’s Rainbow Six im Jahr 1998 selbst. Im Jahr 2000 übernahm Ubisoft das Studio. Nach der Übernahme setzte Red Storm die Arbeit an Taktik-Shootern fort und entwickelte sowohl Tom Clancy’s Ghost Recon im Jahr 2001, als auch dessen Nachfolger Tom Clancy’s Ghost Recon 2 im Jahr 2004. Bei zukünftigen Ghost-Recon-Titeln kooperierte Red Storm mit anderen Ubisoft Studios und wurde zudem in die Entwicklung mehrerer Far-Cry-Spiele involviert. Red Storm war das erste Ubisoft-Studio, das VR-Projekte auf den Markt brachte (2016: Werewolves Within, 2017 Star Trek: Bridge Crew).

### Ubisoft Québec
Ubisoft Québec wurde 2005 von Ubisoft in Québec City, Québec, gegründet. Das Studio wurde eingerichtet, um die Hauptstudios von Ubisoft zu unterstützen, und es beteiligte sich auch an der Entwicklung von herunterladbaren Inhalten für die Assassin’s-Creed-Serie, wie Tyrannei von König Washington für Assassin’s Creed III und Freedom Cry für Assassin’s Creed IV: Black Flag. Am 3. November 2010 gab Ubisoft bekannt, dass sie die Longtail Studios Quebec erworben hat, ein Studio der in New York City ansässigen Longtail Studios, die 2003 von Ubisoft-Mitbegründer Gérard Guillemot gegründet wurden. Infolgedessen wurden 48 Mitarbeiter des Studios in die bestehenden Ubisoft Québec-Betriebe verlegt. Der Leiter der Division, Andreas Mollman, trat zurück und mehrere Mitarbeiter wurden entlassen. Das Studio arbeitete an Marvel Avengers: Battle for Earth, ein Kinect -Titel, der 2012 veröffentlicht wurde, und wurde 2015 leitender Entwickler von Assassin’s Creed: Syndicate und ersetzt dadurch das Montreal-Studio. Es war das erste Mal, dass das Quebecer Studio die Führungsrolle bei der Entwicklung eines Serienablegers übernahm. Das Studio hat 500 Mitarbeiter.

### Hybride Technologies
Hybride Technologies in Piemont, Québec, ist ein 1991 gegründetes Technologieunternehmen. Seine Hauptaufgabe ist es, visuelle Effekte für Filme und Fernsehsendungen zu kreieren, die zu Filmen wie Jurassic World und Star Wars: Das Erwachen der Macht beigetragen haben. Das Unternehmen wurde 2008 von Ubisoft übernommen. Das Unternehmen betreibt in Zusammenarbeit mit Ubisoft Montreal ein zweites Büro in Montreal, Quebec, das im Februar 2016 eröffnet wurde.

### Ubisoft San Francisco
Ubisoft San Francisco wurde 2009 am nordamerikanischen Hauptsitz von Ubisoft in San Francisco, Kalifornien, gegründet. Das Studio ist der Hauptentwickler der Rocksmith-Serie. In Zusammenarbeit mit Matt Stone und Trey Parker entwickelte es South Park: Die rektakuläre Zerreißprobe, ein Rollenspiel-Fortsetzung, die im South-Park-Universum spielt.

### Ubisoft Toronto

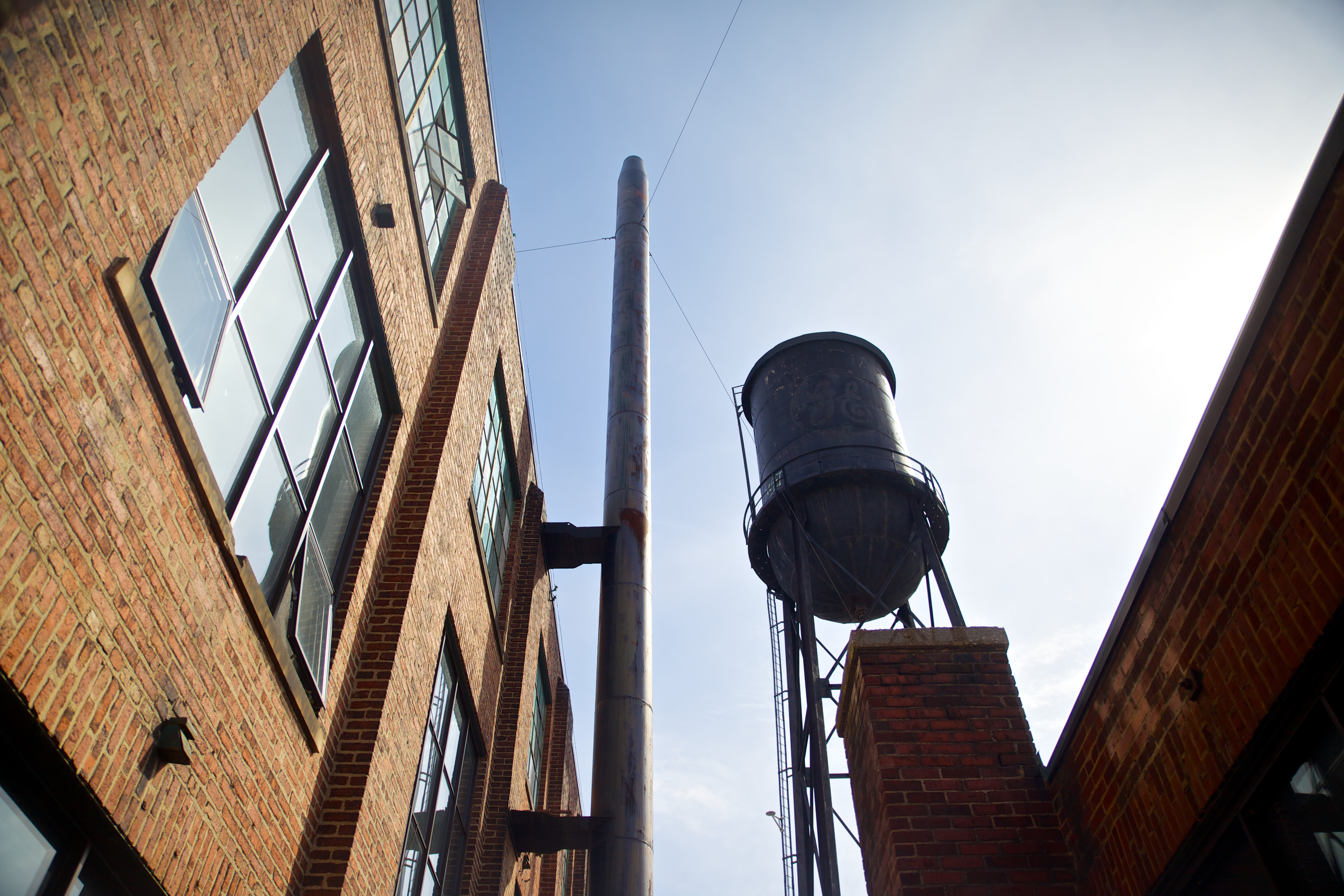
Ubisoft Toronto Gebäude (außen)

Ubisoft Toronto wurde von Ubisoft im Mai 2010 in Toronto, Ontario, gegründet. Die Studioeröffnung ist auf den Erfolg des Montrealer Studios zurückzuführen, das Ubisoft ermutigte, seine Expansion in Kanada fortzusetzen. Das Team in Toronto besteht hauptsächlich aus Mitarbeitern des Montrealer Studios, die an Tom Clancy’s Splinter Cell: Conviction gearbeitet haben. Das Studio übernahm dann die Hauptrolle bei der Entwicklung von der Tom-Clancy’s-Splinter-Cell-Spielreihe, da der damalige Studiochef Jade Raymond dachte, dass es Ubisofts berühmtestes Franchise ist und dem Studio bei der Expansion und Rekrutierung helfen kann. Ihr Debüt-Spiel, Tom Clancy’s Splinter Cell: Blacklist, wurde nach der Veröffentlichung von der Kritik gelobt. Das Studio trug weiterhin zum Projekt anderer Ubisoft bei, darunter Far Cry 4 und Assassin’s Creed Unity, und kündigte ein für Ubisoft völlig neues Spielkonzept an: Starlink: Battle for Atlas; erstmals gezeigt auf der E3 2017. Raymond verließ das Studio und gründete EA Motive im Jahr 2015. Das Studio arbeitet an Starlink: Battle for Atlas.

### Ubisoft Halifax
Ubisoft Halifax (ehemals Longtail Studios Halifax) hat seinen Sitz in Halifax, Nova Scotia, und ist vor allem für die Mitentwicklung der Rocksmith-Serie bekannt. Das Unternehmen wurde 2009 als Studio der New Yorker Longtail Studios gegründet, die 2003 von Ubisoft-Mitbegründer Gérard Guillemot gegründet wurden. Im Juli 2009 boten die Longtail Studios den 23 Mitarbeitern in Charlottetown, Prince Edward Island (PEI), das Studio die Möglichkeit, in ihr neues Halifax-Studio zu ziehen. Allan Campbell, der Innovationsminister von PEI, begrüßte diesen Schritt und bot Longtail Studios Subventionen und Steuererleichterungen an, um die Arbeitsplätze in PEI zu erhalten.
Im August 2013 schlossen sich die Longtail Studios Halifax der Entertainment Software Association of Canada an. Zu dieser Zeit beschäftigte das Studio 45 Mitarbeiter. Am 13. Oktober 2015 erwarb Ubisoft die Longtail Studios Halifax und beschäftigte damals über 30 Mitarbeiter, wobei das Unternehmen in Ubisoft Halifax umbenannt wurde. Durch die Übernahme plante Ubisoft den Ausbau des Handyspiele-Geschäfts in Kanada. Ab 2018 beschäftigt Ubisoft Halifax 50 Mitarbeiter.

### Ubisoft Saguenay
Ubisoft Saguenay, in Chicoutimi, Québec, wurde im September 2017 angekündigt und im Februar 2018 mit 20 Mitarbeitern unter der Leitung von Jimmy Boulianne eröffnet. Das Studio wird für die Unterstützung von Online- und Connectivity-Komponenten für die Spiele von Ubisoft genutzt.

### Ubisoft Winnipeg
Am 6. April 2018 kündigte Ubisoft an, 35 Millionen CAD in die kanadische Provinz Manitoba zu investieren, um innerhalb von fünf Jahren 100 Arbeitsplätze zu schaffen und ein Studio in Winnipeg zu eröffnen. Ubisoft Winnipeg wird an den Open World Franchises von Ubisoft arbeiten.

### Blue Mammoth Games
Blue Mammoth Games mit Sitz in Atlanta, Georgia, wurde 2009 von Lincoln Hamilton und Matt Woomer gegründet. Im Oktober 2012 erwarb Xaviant, ein weiterer in Atlanta ansässiger Entwickler, eine 50%ige Beteiligung an dem Unternehmen. Im November 2017 kündigte Blue Mammoth an, dass ein neues Studio in Amsterdam, Niederlande, eröffnet wird, um 25 Personen einzustellen. Das Studio wurde im Januar 2018 eröffnet. Blue Mammoth wurde am 1. März 2018 von Ubisoft übernommen. Das Hauptprodukt des Unternehmens ist Brawlhalla.

## Europa

### Ubisoft Paris
Ubisoft Paris wurde 1992 in Montreuil, Frankreich, gegründet und war das erste eigene Studio von Ubisoft. Ubisoft Paris arbeitete an mehreren frühen Rayman-Spielen und seinem Spin-off Raving Rabbids. Es wurde zum Hauptentwickler der Tom-Clancy’s-Ghost-Recon-Serie und der Just-Dance-Serie, einem der erfolgreichsten Rhythmusspiele auf dem Markt. Das neueste Werk des Studios war Just Dance 2019.

### Ubisoft Paris Mobile
Ubisoft Paris Mobile wurde 2013 gegründet und arbeitet stets mit Ubisoft Paris in Montreuil, Frankreich zusammen. Das Studio arbeitete an dem Handyspiel Assassin’s Creed: Pirates.

### Ubisoft Romania
Ubisoft Romania in Bukarest, Rumänien, war 1992 das erste eigene Studio, das außerhalb Frankreichs gegründet wurde. Das Hauptziel des Unternehmens, das bei seiner Gründung aus sechs Mitgliedern bestand, war es, die Spiele von Ubisoft auf PCs zu portieren. Es unterstützte auch andere Studios bei der Entwicklung des Mehrspieler-Modus von Assassin’s Creed, Assassin’s Creed Rogue, Just Dance und Tom Clancy’s Ghost Recon: Future Soldier. Ein eigenes Team in Craiova wurde im September 2008 mit zwölf Mitarbeitern gegründet. Im Dezember 2008 kamen 126 Mitarbeiter in die beiden Studios (davon 75 in Bukarest und 51 in Craiova), die Gesamtzahl der Mitarbeiter lag bei rund 770.

### Ubisoft Montpellier
Ubisoft Montpellier, ehemals Ubi Pictures, wurde 1994 als eine der grafischen Abteilungen von Ubisoft in Castelnau-le-Lez, Frankreich, gegründet. Das Studio hat unter der Leitung von Michel Ancel mehrere erfolgreiche Spiele veröffentlicht, darunter Rayman und Beyond Good & Evil. Das Unternehmen arbeitete auch an mehreren lizenzierten Titeln, darunter Die Abenteuer von Tim und Struppi – Das Geheimnis der Einhorn und Peter Jacksons King Kong, und arbeitete mit Éric Chahi an From Dust. Das Studio entwickelte auch die UbiArt Framework Engine, die in Titeln wie Rayman Origins, Rayman Legends und Valiant Hearts verwendet wird. Das Unternehmen arbeitet an Beyond Good and Evil 2 und Space Junkies.

### 1492 Studio
1492 Studio wurde 2014 von Claire und Thibaud Zamora in Vailhauquès, Frankreich, gegründet und im Februar 2018 von Ubisoft übernommen. Das Studio entwickelte Is it Love?, ein kostenloses episodisches Handyspiel.

### Ubisoft Annecy
Ubisoft Annecy wurde 1996 in Annecy, Frankreich, gegründet und ihr erstes Spiel war Rayman 2: The Great Escape für die PlayStation 2. Annecy entwickelte den Multiplayer-Teil vieler Ubisoft-Spiele, darunter die Tom-Clancy’s-Splinter-Cell-Serie und die Assassin’s-Creed-Serie. Ihr erster Titel als Hauptentwickler war Steep, ein offenes Wintersport-Spiel, das Ende 2016 veröffentlicht wurde. Das Studio arbeitet auch an Tom Clancy’s The Division 2 mit Massive Entertainment.

### Ubisoft Milan
Ubisoft Milan wurde 1998 in Mailand, Italien, gegründet. Der anfängliche Fokus des Studios lag auf der Entwicklung von Handheld-Titeln, und es brachte Rayman und Rayman 2 Forever auf den Game Boy Color und Tomb Raider: The Prophecy auf den Game Boy Advance. Das Mailänder Studio diente auch als Support-Studio für Ubisoft und unterstützte andere Studios bei vielen Spielen, wie zum Beispiel Beyond Good & Evil, Tom Clancy’s Rainbow Six: Rogue Spear, Tom Clancy’s Rainbow Six 3: Athena Sword, Tom Clancy’s Splinter Cell: Pandora Tomorrow, Tom Clancy’s Splinter Cell: Chaos Theory, Tom Clancy’s Splinter Cell: Double Agent, Assassin’s Creed III: Liberation, Assassin’s Creed Rogue, und Assassin’s Creed IV: Black Flag, und ist einer der wichtigsten Entwickler der Just-Dance-Serie. Der Fokus des Studios verlagerte sich dann auf die Entwicklung von Spielen, die eine Bewegungssteuerung erfordern, darunter MotionSports (mit dem Barcellona-Studio), We Dare und Raving Rabbids: Alive and Kicking (mit dem Pariser Studio). Das Studio war der leitende Entwickler des ersten exklusiven Nintendo-Switch-Spiels des Unternehmens Mario + Rabbids: Kingdom Battle, zusammen mit Ubisoft Paris, und arbeitet an herunterladbaren Inhalten für dieses Spiel.

### Ubisoft Barcelona

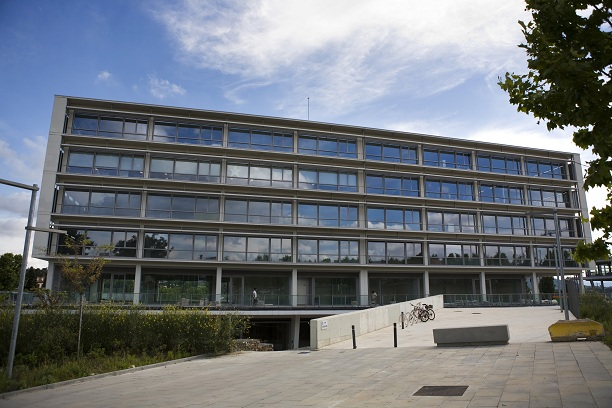
Gebäude von Ubisoft Barcelona

Ubisoft Barcelona wurde 1998 gegründet und hat seinen Sitz in Sant Cugat del Vallès, Spanien. Der frühe Fokus des Teams lag auf Rennspielen, bis sich der Fokus auf die Entwicklung von Casual Games wie Your Shape für Nintendo’s Wii verlagerte. Das Barcelona-Studio diente auch als Support-Studio und arbeitete an Titeln wie Tom Clancy’s Rainbow Six Siege und Raving Rabbids. Das Studio arbeitete auch mit Red Storm Entertainment an Star Trek: Bridge Crew.

### Ubisoft Barcelona Mobile
Ubisoft Barcelona Mobile mit Sitz in Barcelona, Spanien, wurde 2002 als Microjocs Mobile gegründet und wurde im August 2007 Teil von Digital Chocolate. Das Studio wurde im September 2013 an Ubisoft verkauft und anschließend in Ubisoft Barcelona Mobile umbenannt. Zu den Produktionen von Ubisoft Barcelona Mobile gehören Galaxy Life und Might & Magic: Elemental Guardians.

### Blue Byte
Blue Byte wurde 1988 in Düsseldorf, Deutschland, gegründet. Mit Strategietiteln wie Die Siedler und Battle Isle erzielte das Unternehmen frühe Erfolge. Blue Byte wurde 2001 von Ubisoft übernommen und arbeitet weiterhin am Die-Siedler-Franchise. Blue Byte half auch bei der Portierung von Spielen wie etwa die Portierung von For Honor auf den PC. Das Studio hat über 300 Mitarbeiter.

### Ubisoft Reflections

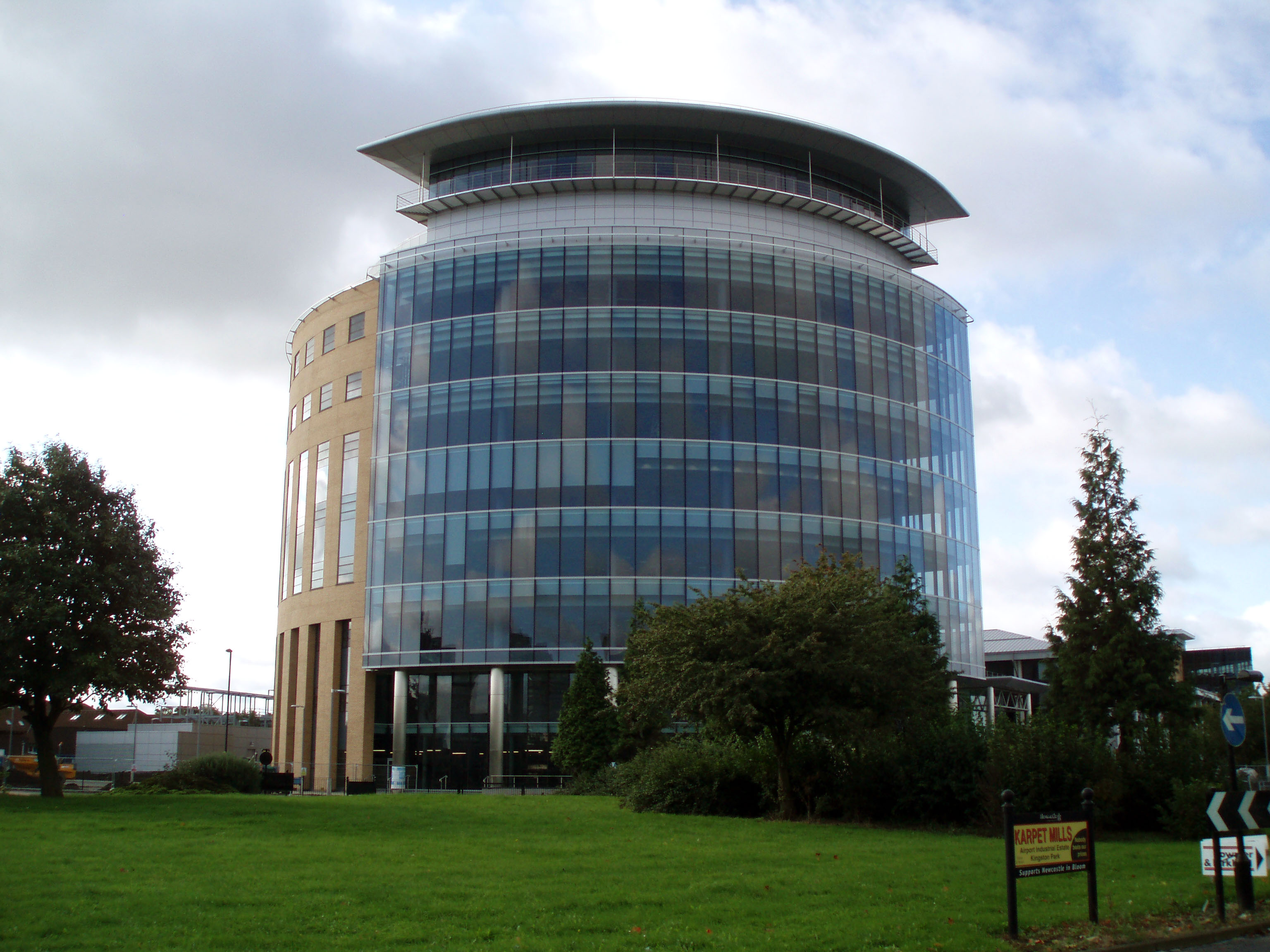
Gebäude von Ubisoft Reflections

Ubisoft Reflections wurde 1984 in Newcastle, England, gegründet. Das Unternehmen hat mehrere erfolgreiche Franchises vor der Übernahme durch Ubisoft im Juli 2006 entwickelt, darunter Destruction Derby und Driver. Nach der Übernahme von Reflections arbeitete das Unternehmen weiter an neuen Driver-Titeln, zuletzt an Driver 2011: San Francisco. Das Studio wurde dann zu einem Support-Team, das an anderen Titeln wie Tom Clancy’s The Division arbeitete, an der Fahrzeugphysik für andere Ubisoft-Spiele arbeitete und mit kleineren Projekten wie Grow Home experimentierte. Ubisoft Reflections arbeitet eng mit Ubisoft Leamington zusammen.

### Ubisoft Sofia
Ubisoft Sofia wurde 2006 in Sofia, Bulgarien, gegründet. Es hatte Titel für tragbare Konsolen entwickelt. Das Studio leitete die Entwicklung von Assassin’s Creed III: Liberation für die PlayStation Vita und Assassin’s Creed Rogue für Heimkonsolen. Das Studio beschäftigt mehr als 160 Mitarbeiter.

### Ubisoft Belgrad
Gegründet im November 2016, Ubisoft Belgrad in Belgrad, Serbien, hat an Tom Clancy’s Ghost Recon Wildlands Player-Versus-Player-Komponente, Steep: Road to the Olympics und The Crew 2 mitgearbeitet und entwickelt Post-Launch-Inhalte für Wildlands.

### Massive Entertainment

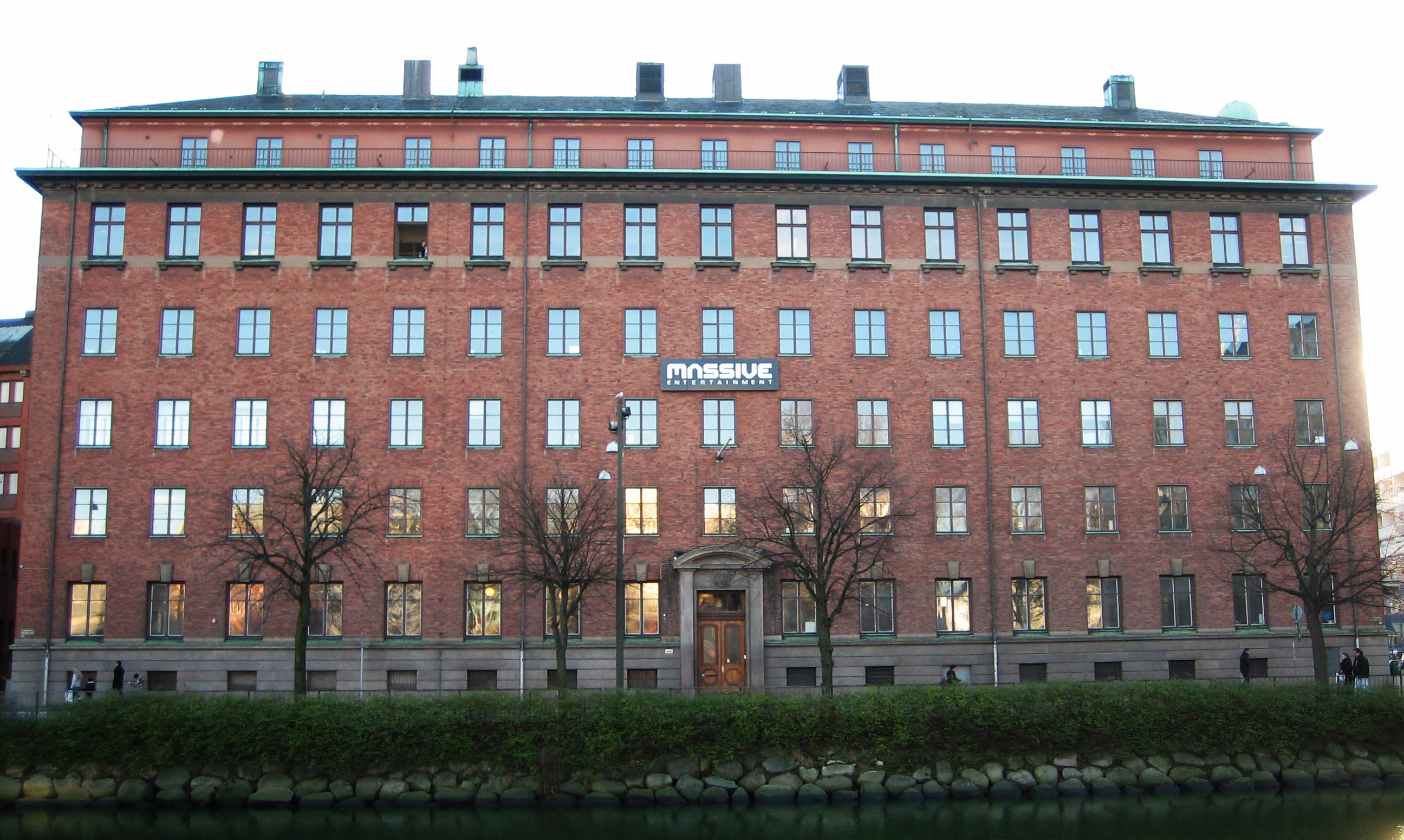
Gebäude von Massive Entertainment

Massive Entertainment wurde 1997 in Malmö, Schweden, gegründet. Massive, ehemals eine Tochtergesellschaft von Vivendi Universal Games, hat sich hauptsächlich auf die Entwicklung von Echtzeit-Strategiespielen wie Ground Control und World in Conflict konzentriert. Es wurde im März 2008 von Ubisoft übernommen. Nach der Übernahme arbeitete Massive Entertainment an Uplay, der digitalen Vertriebsplattform von Ubisoft, und entwickelte Just Dance Now. Das Unternehmen entwickelte auch die Snowdrop-Engine und verwendete sie in Tom Clancy’s The Division und dessen Fortsetzung The Division 2, sowie an Avatar: Frontiers of Pandora, das auf der Avatar-Filmreihe basiert und Star Wars Outlaws, das ein eigenständiger Titel im Star Wars Franchise darstellt.

### Ketchapp
Ketchapp wurde 2014 in Paris, Frankreich, von den Brüdern Michel und Antoine Morcos gegründet und ist auf die Veröffentlichung von Spielen für den Handyspiele-Markt spezialisiert. Das Unternehmen wurde 2016 von Ubisoft übernommen.

### Ubisoft Kiev
Ubisoft Kiev wurde 2008 in Kiew, Ukraine, gegründet. Der Schwerpunkt des Studios liegt auf der Portierung von Ubisoft-Spielen auf PCs, und das Studio hat auch an Titeln wie Tom Clancy’s Ghost Recon Future Soldier und Watch Dogs 2 gearbeitet. Ubisoft Kiev kooperierte mit Massive Entertainment und arbeitete häufig mit RedLynx an Trials-Spielen. Im Jahr 2016 gründete das Studio eine Abteilung für die Qualitätskontrolle von PC-Ports. Vor kurzem hat Ubisoft Kiev eng mit Ubisoft Québec an der PC-Version von Assassin’s Creed Odyssey und mit RedLynx an Trials Rising gearbeitet.

### Nadeo
Nadeo wurde im Jahr 2000 in Paris, Frankreich, gegründet und war mit dem Rennspiel-Franchise TrackMania erfolgreich. Das Team konzentrierte sich darauf, Spielern die Erstellung von benutzergenerierten Inhalten zu ermöglichen und entwickelte ein Netzwerk namens ManiaPlanet. Alle von Nadeo seit der Übernahme von Ubisoft im Jahr 2009 entwickelten Spiele waren Rennspiele, mit Ausnahme von ShootMania Storm, einem Ego-Shooter. Nadeo’s jüngster Titel ist TrackMania aus dem Jahr 2020.

### RedLynx
RedLynx wurde 2000 in Helsinki, Finnland, gegründet und konzentriert sich auf die Entwicklung von Rennspielen mit der Trials-Serie. Ferner produzierte das Unternehmen in Zusammenarbeit mit Super RTL und MTV3 die interaktive Spielshow Super RTL Fun Night. Während das Studio Trials Evolution entwickelte, wurde es im November 2011 von Ubisoft übernommen. Nach der Übernahme von Ubisoft arbeitete das Unternehmen weiter an neuen Trials-Teilen wie etwa Trials Fusion aus dem Jahre 2014, Trials of the Blood Dragon aus dem Jahr 2016 und Trials Rising aus dem Jahr 2019. Das Studio beschäftigt 145 Mitarbeiter.

### Owlient
Owlient ist ein Videospielstudio, das 2005 in Paris, Frankreich, gegründet wurde. Das Unternehmen konzentriert sich auf die Entwicklung von Free-to-Play-Titeln, deren erfolgreichstes Spiel Howrse ist. Owlient wurde 2011 von Ubisoft übernommen.

### Future Games of London
Future Games of London wurde 2009 in London, England, gegründet. Das Studio veröffentlichte Hungry Shark vor der Übernahme von Ubisoft im Oktober 2013. Das Studio arbeitet weiterhin an neuen Teilen der Hungry-Shark-Serie.

### Ivory Tower
Ivory Tower wurde im September 2007 in Lyon, Frankreich, von ehemaligen Mitarbeitern von Eden Games gegründet, die an Test Drive Unlimited gearbeitet hatten. Nach der Veröffentlichung ihres ersten Spiels, The Crew, wurde das Unternehmen im Oktober 2015 von Ubisoft übernommen. Ivory Tower entwickelte auch eine Fortsetzung des Spiels, The Crew 2, die 2018 veröffentlicht wurde.

### Ubisoft Leamington
Ubisoft Leamington, ehemals FreeStyleGames, wurde 2002 in Leamington Spa, England, von sechs Branchenveteranen, die vorher bei Codemasters und Rare gearbeitet hatten, gegründet. Das Studio arbeitete an populären Musikspielen wie DJ Hero und Sing Party, während es im Besitz von Activision war. Nach dem kommerziellen Misserfolg von Guitar Hero Live verkaufte Activision das Studio an Ubisoft. Das Studio beschäftigt 50 Mitarbeiter und arbeitet eng mit Ubisoft Reflections zusammen.

### Ubisoft Bordeaux
Ubisoft Bordeaux wurde im September 2017 in Bordeaux, Frankreich, gegründet. Es dient als Support-Studio und arbeitet mit den Studios von Annecy, Paris und Montpellier an deren zukünftigen Titeln. Das Studio wird von Julien Mayeux geleitet. Das Studio hat mehr als 100 Mitarbeiter.

### Ubisoft Stockholm
Ubisoft Stockholm wurde 2017 in Stockholm, Schweden, gegründet. Unter der Leitung von Patrick Bach wird das Studio mit Massive Entertainment an dem kommenden Avatar-Videospiel zusammenarbeiten.

### Ubisoft Berlin
Ubisoft Berlin wurde Anfang 2018 in Berlin, Deutschland, mit dem Schwerpunkt auf Kooperation mit anderen Studios eröffnet. Das Unternehmen soll Spiele im Far-Cry-Franchise entwickeln.

### Ubisoft Odesa
Ubisoft Odesa wurde im März 2018 in Odessa, Ukraine, gegründet. Als zweites Studio in der Ukraine arbeitet es zusammen mit Ubisoft Kiev an Spielen der Ghost-Recon-Serie sowie Trials Rising. Das Studio besteht aus 20 Personen.

### i3D.net
Im November 2018 wurde bekannt gegeben, dass Ubisoft das niederländische Server-Hosting-Unternehmen i3D.net übernehmen wird. Die Übernahme wird voraussichtlich noch vor Ende des Geschäftsjahres 2018–2019 abgeschlossen sein.

## Asien

### Ubisoft Shanghai
Ubisoft Shanghai wurde 1996 in Shanghai, China, gegründet und hat sich zu einem der größten Entwicklungsstudios Chinas entwickelt. Das Studio hat als Support-Team für viele der Projekte von Ubisoft gearbeitet, wie z. B. für das Far-Cry-Franchise. Das Studio arbeitet vor allem an Wildtieranimationen und künstlicher Intelligenz.

### Ubisoft Singapore
Ubisoft Singapore wurde 2008 als Ubisofts erstes eigenes Studio in Südostasien gegründet, das sich im Fusionopolis-Komplex in Singapur befindet. Nachdem das Unternehmen als Supportstudio an Spielen wie Prince of Persia: The Forgotten Sands und Assassin’s Creed II gearbeitet hatte, arbeitete es an der Seekampagne von Assassin’s Creed III, bevor es sie mit Assassin’s Creed IV: Black Flag und Assassin’s Creed Rogue erheblich erweiterte. Das Unternehmen ist auch für die Produktion des AAA-Multiplayer-Onlineshooters Tom Clancy’s Ghost Recon Phantoms verantwortlich, das 2014 veröffentlicht und im Dezember 2016 heruntergefahren wurde. Nach dem Ende von Ghost Recon Phantoms kündigte der Creative Director des Studios, Justin Farren, auf der Pressekonferenz von Ubisoft zur E3 2017, ihre neue IP namens Skull & Bones an, deren Entwicklung das Studio leitet. Die Veröffentlichung des Spiels ist für 2020 geplant. Ubisoft Singapore hat 300 Mitarbeiter.

### Ubisoft Pune
Ubisoft Pune in Pune, Indien, war ursprünglich Teil von Gameloft, einem Entwickler und Publisher von Handyspielen, bis Ubisoft es 2008 übernahm und zu diesem Zeitpunkt 35 Mitglieder hatte. Das Studio arbeitete dann an mehreren Just-Dance-Titeln, mobilen Titeln, die auf andere Konsolen wie Nintendo Switch portiert wurden, und führte Qualitätssicherungsprüfungen für viele Ubisoft-Spiele durch. Das Studio beschäftigt über 750 Mitarbeiter.

### Ubisoft Osaka
Ubisoft Osaka, früher bekannt als Digital Kids, wurde in Osaka, Japan, gegründet. Es wurde 2008 von Ubisoft übernommen und hat seitdem viele Handheld-Titel geschaffen, darunter Petz. Das Studio arbeitet mit Ubisoft San Francisco zusammen.

### Ubisoft Chengdu
Ubisoft Chengdu wurde 2008 in Chengdu als zweites Studio von Ubisoft in China gegründet. Das Studio diente auch als Support-Studio und arbeitete an Spielen wie Scott Pilgrim vs. the World: The Game und lieferte die chinesische Lokalisierung für Spiele wie Might & Magic: Duel of Champions. Ubisoft Chengdu leitete die Entwicklung von Monkey King Escape, einem Handytitel, und den Casual Games Scrabble (2013), Uno (2017) und Wheel of Fortune. Das Studio hat über 200 Mitarbeiter.

### Ubisoft Abu Dhabi
Ubisoft Abu Dhabi wurde 2011 in Abu Dhabi, Vereinigte Arabische Emirate, gegründet, mit dem Ziel, die Videospielindustrie im Land zu fördern. Das Studio konzentriert sich auf die Arbeit an mobilen Titeln wie die der CSI-Serie und arbeitet an Growtopia, ein Spiel, das Ubisoft 2017 erworben hat. Das Studio hat über 50 Mitarbeiter.

### Ubisoft Philippines
Ubisoft Philippines wurde 2016 als erstes großes Game-Studio auf den Philippinen gegründet. Das Studio befindet sich auf dem Campus der Universität De La Salle in Santa Rosa, Laguna. Das Studio hat 100 Mitarbeiter.

### Ubisoft Mumbai
Ubisoft Mumbai wurde im Juni 2018 in Mumbai gegründet und ist nach Ubisoft Pune das zweite Studio in Indien. Es arbeitet mit Ubisoft Pune und lokalen Universitäten zusammen.

## Ehemalige Studios

### Related Designs
Die Related Designs Software GmbH hatte ihren Sitz in Mainz, Deutschland. Das Unternehmen wurde 1995 von Thomas Pottkämper, Burkhard Ratheise, Thomas Stein und Jens Vielhaben in Nackenheim gegründet. Im Auftrag von Sunflowers übernahm das Studio die Entwicklung der Aufbaustrategiereihe Anno von Max Design. Im Gegenzug erwarb Sunflowers einen 30%igen Anteil am Studio. Mit der Übernahme Sunflowers am 11. April 2007 gingen die Firmenanteile und die Markenrechten an Anno an Ubisoft über. Im Mai 2008 beschäftigten sie 50 Mitarbeiter. Am 11. April 2013 erwarb Ubisoft die restlichen 70 % und übernahm die volle Kontrolle über Related Designs. Von diesem Zeitpunkt an entwickelte das Unternehmen an Projekten in Zusammenarbeit mit Blue Byte. Am 18. Juni 2014 wurden die beiden Studios zusammengeführt und gilt seither als Außenstelle von Blue Byte.

### Sunflowers Interactive
Die Sunflowers Interactive Entertainment Software GmbH wurde 1993 von Adi Boiko und Wilhelm Hamrozi gegründet und hatte ihren Sitz in Heusenstamm, Deutschland. Das Unternehmen war vor allem für die Entwicklung und Veröffentlichung der Anno-Serie bekannt. Mit der Auflösung des internen Entwicklungsteams 2002 verlagerte das Unternehmen seinen Fokus auf das Verlagsgeschäft für externe Entwicklerstudios. Das Unternehmen besaß Minderheitsbeteiligungen an den Entwicklerstudios Spieleentwicklungskombinat und Related Designs. Am 11. April 2007 gab Ubisoft die Übernahme von Sunflowers Interactive bekannt. Dazu gehörten auch die Beteiligung an Related Designs und die Rechte an der Anno-Serie bekannt. Der Vertriebsbereich wurde mit den vorhandenen Strukturen von Ubisoft fusioniert.

### Ubisoft Sao Paulo
Ubisoft Sao Paulo hatte seinen Sitz in São Paulo, Brasilien. Die Gründung des Studios wurde am 24. Juni 2008 bekannt gegeben, mit einer geplanten Eröffnung mit 20 Mitarbeitern Ende Juli 2008, die darauf abzielt, nach einer vierjährigen Lebensdauer insgesamt rund 200 Mitarbeiter zu beschäftigen. Schon früh erklärte Studioleiter Bertrand Chaverot, dass Ubisoft die Eröffnung weiterer Studios in Rio de Janeiro und Florianópolis in Betracht ziehe. Am 20. Januar 2009 wurde bekannt gegeben, dass Ubisoft die in Porto Alegre ansässigen Southlogic Studios übernommen hat, die mit Ubisoft Sao Paulo fusionierten. Am 29. September 2010 berichtete Ubisoft, dass aufgrund eines rückläufigen Marktinteresses an Nintendo-DS-Spielen die Aktivitäten in Brasilien neu bewertet werden und dass die Entwicklungseinrichtungen von Ubisoft Sao Paulo bis Ende des Jahres reduziert werden.

### Ubisoft Casablanca
Ubisoft Casablanca wurde im April 1998 in Casablanca, Marokko, eröffnet. Die erste Produktion des Studios war die Nintendo 64 Version von Donald Duck: Goin’ Quackers. Casablanca unterstützte die Entwicklung verschiedener Spiele für tragbare Plattformen. Im Juni 2007 gab Ubisoft bekannt, dass sie das Studio mit staatlichen Zuschüssen um 150 Personen erweitern werden. Zwischen 2008 und 2010 betrieb das Studio auch einen Campus, auf dem 300 Absolventen in Spieleentwicklung ausgebildet wurden. Ubisoft Casablanca wurde am 13. Juni 2016 nach einer Marktveränderung geschlossen. Die Position des Studios war nicht mit den zukünftigen Plänen von Ubisoft vereinbar. Das Studio beschäftigte zuvor 48 Mitarbeiter und war das älteste Videospielstudio Nordafrikas. Zu den von ehemaligen Ubisoft Casablanca-Mitarbeitern gegründeten Unternehmen gehören die von Yassine Arif gegründeten Entwickler TheWallGames, Rym Games von Imad Kharijah und Othman El Bahraoui, sowie Palm Grove Software von Khalil Arafan.

### Ubisoft Zurich
Ubisoft Zurich begann im August 2011 mit der Einstellung für ein unangekündigtes Free-to-Play-Spiel. Das Unternehmen wurde von Yann Le Tensorer, der dessen Geschäftsführer wurde, in Thalwil, einem Vorort von Zürich, Schweiz, gegründet. In einem Interview mit dem Schweizer Magazin 20 Minuten erklärte Le Tensorer, dass Ubisoft Zurich Spiele mit dem Schwerpunkt auf Online-Gameplay entwickeln werde. Er erklärte auch, dass das Unternehmen plant, zunächst 20 Mitarbeiter einzustellen und später das Studio zu erweitern, wenn die Schweizer Spieleentwicklungsszene wächst, wie es bei Ubisoft Montreal der Fall ist. Im Oktober 2013 gab Ubisoft jedoch bekannt, dass Ubisoft Zürich bis Ende des Monats geschlossen sein würde, und begründete dies mit der Stornierung des einzigen Entwicklungsprojekts des Studios. Dabei wurden 16 Personen entlassen, denen alle Positionen in anderen Ubisoft-Studios angeboten wurden.

### Wolfpack Studios
Wolfpack Studios Inc. wurde 1999 in Round Rock, Texas, von J. Todd Coleman, zusammen mit dessen Schulfreund James Nance und seinem Mitbewohner Josef Hall gegründet. Ubisoft gab am 1. März 2004 bekannt, dass sie die Wolfpack Studios, die damals zwischen 20 und 25 Mitarbeiter hatten, zu einem unbekannten Preis erworben haben. Alle drei Gründer verließen das Unternehmen nach dem Kauf, von dem Coleman und Hall später zu KingsIsle Entertainment kamen. Am 1. April 2006 gab Ubisoft bekannt, dass das Unternehmen am 15. Mai 2006 geschlossen wird. Das einzige Produkt der Wolfpack Studios war Shadowbane, das im März 2003 veröffentlicht wurde. Mehrere ehemalige Mitglieder der Wolfpack Studios gründeten am 1. Juni 2006 in den gleichen Büros einen Nachfolger, die Stray Bullet Games.